# Опекун (фильм, 1990)
«Опеку́н» (англ. The Guardian) — американский художественный фильм 1990 года, снятый в жанре фильма ужасов и триллера. Также известен под названием «Страж». Экранизация произведения Дэна Гринберга «Нянька».

## Сюжет
Кейт и Фил — молодая супружеская пара, у которых есть маленький ребёнок. Они нанимают себе няньку, молодую девушку Камиллу, вроде бы она всем хороша. Но в итоге оказывается, что она связана с сверхъестественными силами и имеет свои достаточно тёмные планы относительно их малыша.

## В ролях
- Дженни Сигроув
- Дуайер Браун
- Кэри Лоуэлл
- Наталья Ногулич
- Брэд Холл
- Мигель Феррер
- Тереза Рэндл

## Дополнительная информация
- Художник: Грегг Фонсека
- Монтаж: Сет Флаум